# 手前
手前（てまえ）
1. 自分の目の前。転じて一人称を指し、さらに転じて二人称を指す場合もある。
2. 馬術用語。以下で記述。

手前（てまえ）とは、馬術における馬の歩法の中で各肢の動きの順の左右の違いのことである。
左右の肢のうち遅れて着地する肢を手前肢といい、右肢が手前の場合を右手前、左肢が手前の場合を左手前という。
左に旋回する動作を行う場合には左手前のほうがスムーズに行える。常歩、速歩においては手前の違いによる運歩の違いは見られず、駈歩、襲歩において違いが見られる。ギャロップで走っている馬は、旋回を容易にするため、また片方の足のみに疲労が蓄積するのを避けるために手前を自発的に変える。通常は交叉襲歩という状態で走っているが、手前を変えるときは回転襲歩を1回はさんで再び交叉襲歩に戻す。
また、歩行の途中で騎手の合図により意図的に手前を変えることを「手前変換」といい、馬場馬術の競技において課目に含まれる。駈歩において一度、常歩に落として後、手前を変えることをシンプルチェンジといい、駈歩のまま手前を変えることをフライングチェンジ、あるいは空中手前変換という。

人でもどちらかの脚をもう一方の脚が追い越さないように歩行すれば実感できる。階段で下りるときにやりやすい。

または、スキップで左右の脚を入れ替えずに右（左）脚の前脚後脚を固定してスキップする方法。

この歩行時に前脚になるのが右（左）なら右（左）手前になる。

通常のスキップは常に手前変換を行いながら駈歩・襲歩を行っていることになる。